# تورد فیلیپسون
تورد فیلیپسون (انگلیسی: Tord Filipsson؛ زادهٔ ۷ مهٔ ۱۹۵۰) دوچرخه‌سوار اهل سوئد است.